# Dampiera lindleyi
Dampiera lindleyi är en tvåhjärtbladig växtart som beskrevs av Vriese. Dampiera lindleyi ingår i släktet Dampiera, och familjen Goodeniaceae. Inga underarter finns listade i Catalogue of Life.